# Claus Becker
Claus Becker (* 15. August 1900 in Oberkirn/Nahe; † 18. April 1974 in Saarbrücken) war ein deutscher Journalist und Chefredakteur der Saarbrücker Zeitung.

## Leben
Nach dem Gymnasium absolvierte Claus Becker zunächst die kaufmännische Lehre. Ab 1928 war er als Journalist tätig und setzte sich offensiv mit dem Nationalsozialismus auseinander und beteiligte sich am Abstimmungskampf an der Saar. Wie viele Saarländer in seiner damaligen Lage suchte er weiter die Konfrontation mit dem Faschismus und ging 1936 nach Spanien.
Im Dezember des gleichen Jahres wurde er bereits der erste Kommandeur des 8. Internationalen Tschapajew-Bataillons, welches in der XIII. Internationalen Brigade eingegliedert war und vor allem an der Südfront eingesetzt wurde. Wichtige Stationen waren die Gefechte bei Motril und Pitres in der Provinz Granada sowie die Schlacht bei Pozoblanco. Zudem wurde das Bataillon Zeuge des Massakers von Málaga, bei dem vor allem die deutsche Legion Condor und zwei Kriegsschiffe die flüchtende Zivilbevölkerung beschoss. Tausende Menschen kamen dabei ums Leben.
1946 kehrte er ins Saargebiet zurück, wo er von der französischen Militärregierung zum Landrat ernannt wurde. Er war Mitbegründer und Vorstandsmitglied der MRS, die sich für die Angliederung des Saarlandes an Frankreich einsetzte. In dieser Zeit hatte er den Posten des Chefredakteurs des MRS-Organs „Die Neue Woche“ inne. In den Jahren 1955 bis 1957 war er Chefredakteur der „Saarbrücker Zeitung“. 1960 beteiligte er sich an der Gründung der Saarländischen Volkspartei und gehörte auch deren Landesvorstand an. Im selben Jahr gelang ihm die Wahl in den Saarländischen Landtag, dem er bis 1965 angehörte.